# Simulium fenestratum
Simulium fenestratum är en tvåvingeart som beskrevs av Edwards 1934. Simulium fenestratum ingår i släktet Simulium och familjen knott. Inga underarter finns listade i Catalogue of Life.